# Міхал Янишевський
Міхал Конрад Янишевський (пол. Michał Konrad Janiszewski; 15 червня 1926, Познань — 3 лютого 2016) — польський воєначальник і державний діяч ПНР. Довірена особа Войцеха Ярузельського. Начальник штабу Ярузельського у міністерстві оборони (1972—1981), керівник апарату уряду у 1981—1989 роках, начальник канцелярії президента Польщі у 1989—1990 роках. Член Військової ради національного порятунку (WRON) у 1981—1983 роках, автор назви WRON.

## Біографія
Народився у Познані в родині лікаря Станіслава Янишевського (1893 р.н.) та Марії, уродженої Шмідт (1903 р.н.). З 1950 року служив у військах зв'язку Збройних силах Польщі. Того ж року вступив у ПОРП. Просувався штабною лінією, у 1972 році призначено начальником штабу міністра оборони. Міністерство очолював тоді Войцех Ярузельський, при якому Міхал Янишевський постійно знаходився як довірена особа та діловод. Звання генерала бригади отримав у штабі Ярузельського у 1976 році.
У лютому 1981 року Ярузельський обійняв посаду прем'єр-міністра ПНР. Янишевський очолив апарат Ради міністрів і залишався на цій посаді в урядах Збіґнєва Месснера та Мечислава Раковського до 1989 року (у 1985 році отримав статус міністра — керівника апарату).

## Автор назви «Військова рада національного порятунку»
13 грудня 1981 року генерала бригади Янишевського включено до складу Військової ради національного порятунку (WRON). Саме він запропонував Ярузельському назву цього органу. Поряд з міністром оборони генералом Сивицьким Янишевський займався відбором кандидатів у WRON.
Як член WRON опікувався урядовим апаратом. Протягом 1980-х років належав до урядової групи генерала Ярузельського, яка неофіційно називалася «Директорією». У 1983 році отримав звання генерала дивізії.
Перебував у керівництві Товариства польсько-радянської дружби. Мав науковий ступінь доктора військових наук.

## Догляд за Ярузельським
Після Круглого столу й обрання Ярузельського на пост президента Польщі очолив президентську канцелярію. Залишався на цій посаді до вимушеного звільнення Ярузельського у грудні 1990 року. Його секретаркою була Барбара Скшипек, яка згодом стала керівником офісу президента ПіС.
З січня 1991 року перебував у відставці на пенсії.
Помер у віці 89 років. Поховано у Познані. Дата похорону не розголошувалася, відбувся у сімейному колі. У некрологах польські ЗМІ характеризували Янишевського як найближчого соратника генерала Ярузельського. За 9 років до смерті Янишевського Інститут національної пам'яті помилково оголосив його померлим, тому не отримав звинувачення у запровадженні воєнного стану.
Міхал Янишевський формально не обіймав провідних державних і військових посад. Але майже два десятиліття був наближеним до Ярузельського, і цим визначалася його роль у польській політиці.

## Нагороди
- Командор[11] і лицар Ордену Відродження Польщі
- Золотий Хрест Заслуги
- Медаль Дружби (В'єтнам)
- Орден Дружби народів
- Медаль «За зміцнення бойової співдружності»
- Медаль «60 років Збройних Сил СРСР»